# Tufashen
Tufashen (en arménien Տուֆաշեն) est une communauté rurale du marz de Shirak en Arménie. En 2008, elle compte 546 habitants.